# Balatonboglár
Balatonboglár je město v Maďarsku v župě Somogy v okrese Fonyód. Nachází se na jižním břehu jezera Balaton. Sousedí s městy Balatonlelle a Fonyód. Vede zde dálnice M7.
Má rozlohu 32,04 km² a v roce 2013 zde žilo 5901 obyvatel.

## Galerie

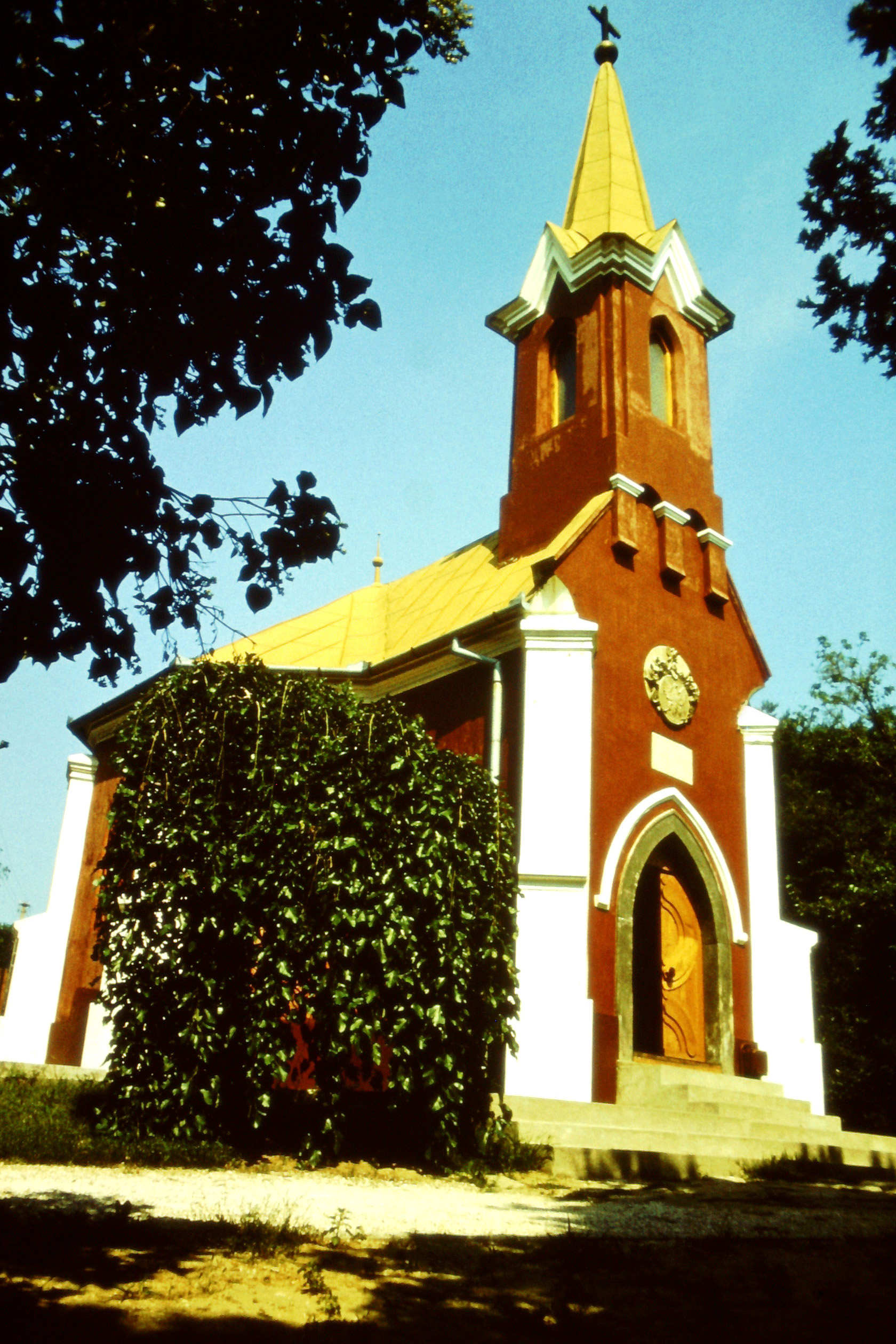
Červená kaple (1977)
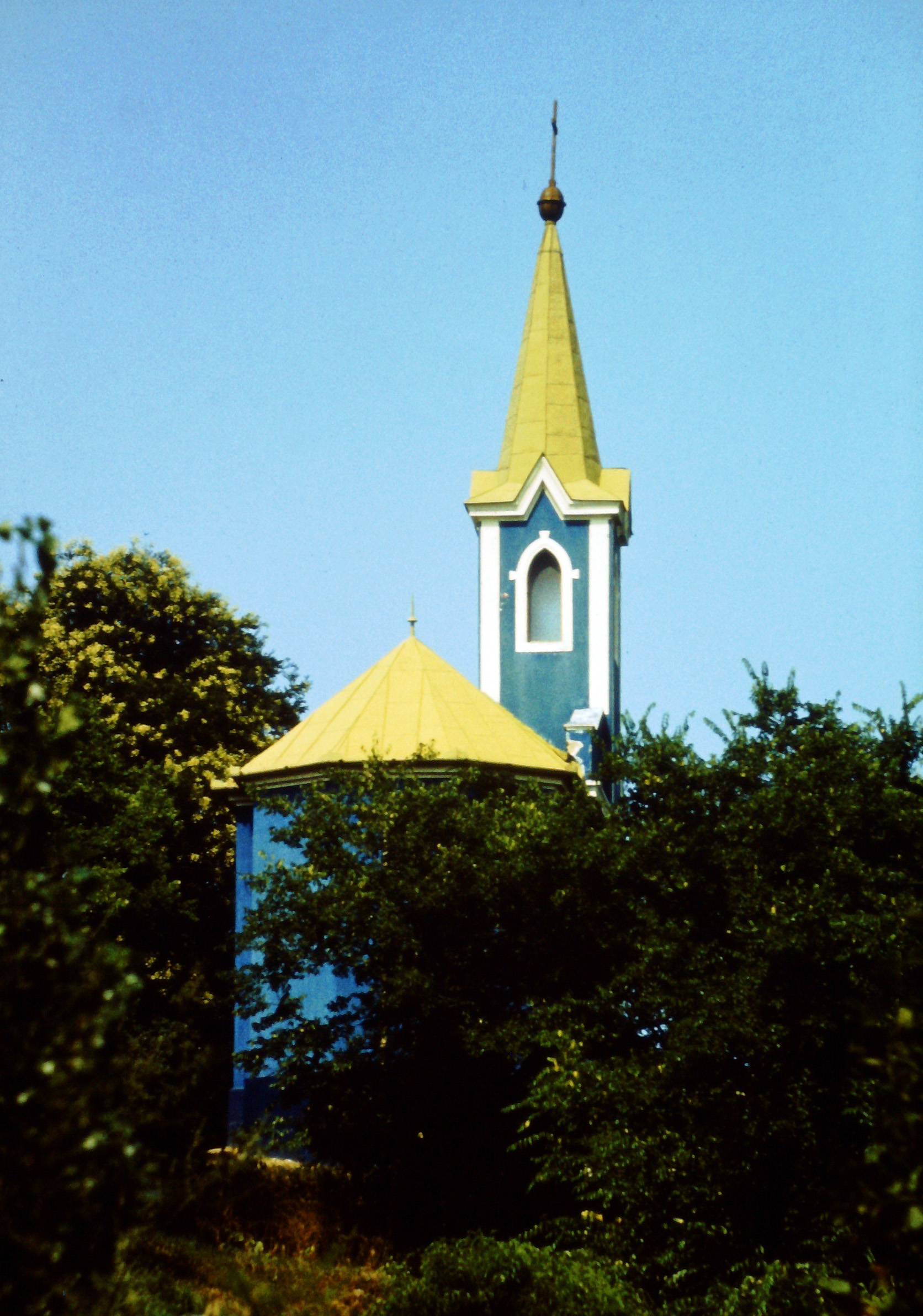
Modrá kaple (1977)
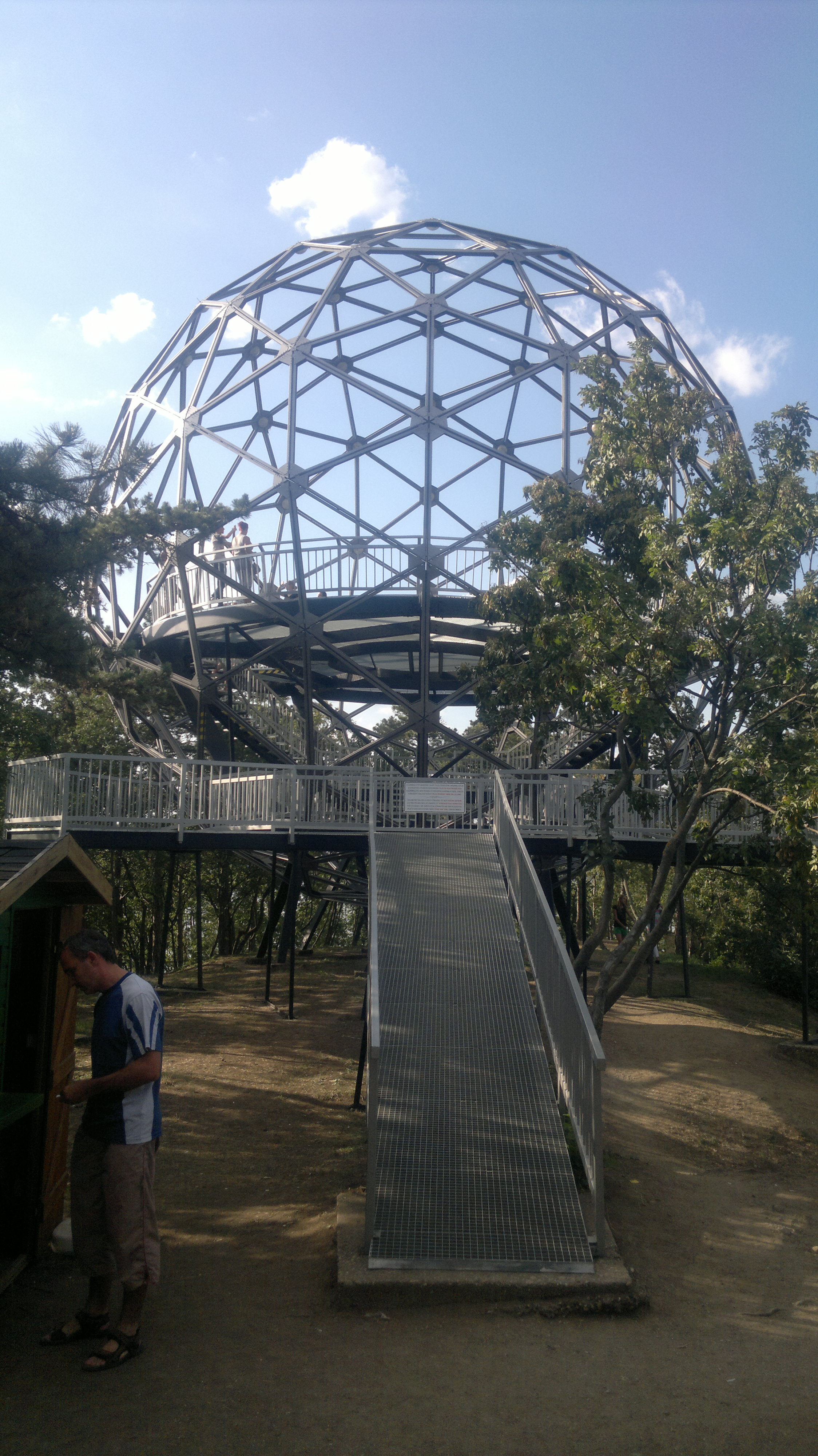
Vyhlídková věž
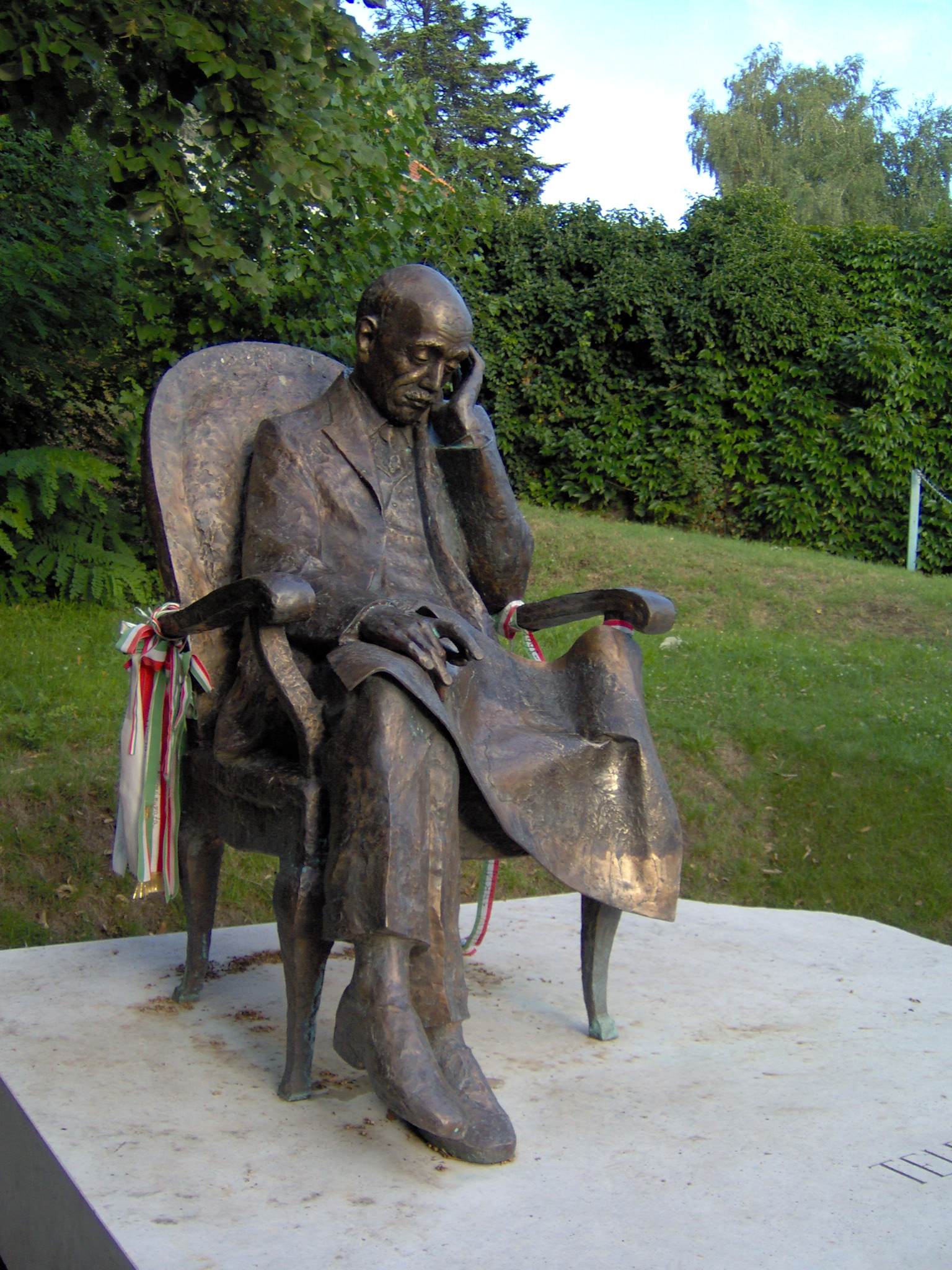
Socha Pála Telekiho